# Agallia viraktamathi
Agallia viraktamathi är en insektsart som beskrevs av Dlabola 1972. Agallia viraktamathi ingår i släktet Agallia och familjen dvärgstritar.
Artens utbredningsområde är Afghanistan. Inga underarter finns listade i Catalogue of Life.